# Campionati europei di 470 1997
I Campionati europei di 470 1997 si sono svolti a Nieuwpoort, in Belgio, dal 10 al 19 luglio 1997.

## Podi
| Evento        | Oro                                    | Argento                                   | Bronzo                                    |
| 470 Open      | Portogallo Hugo Rocha Nuno Barreto     | Ucraina Yevhen Braslavets Ihor Matviyenko | Finlandia Petri Leskinen Kristian Heinilä |
| 470 Femminile | Ucraina Ruslana Taran Elena Pakholchik | Danimarca Susanne Ward Michaela Ward      | Italia Federica Salvà Emanuela Sossi      |

## Medagliere
| Posiz. | Nazione    | Oro | Argento | Bronzo | Totale |
| ------ | ---------- | --- | ------- | ------ | ------ |
| 1      | Ucraina    | 1   | 1       | 0      | 2      |
| 2      | Portogallo | 1   | 0       | 0      | 1      |
| 3      | Danimarca  | 0   | 1       | 0      | 1      |
| 4      | Finlandia  | 0   | 0       | 1      | 1      |
| 4      | Italia     | 0   | 0       | 1      | 1      |
| Totale | Totale     | 2   | 2       | 2      | 6      |